# Цирил Злобец
Цирил Злобец (1925 — 2018) био је словеначки песник, преводилац и новинар.

## Дела
- Pesmi štirih (1953) (коаутор)
- Pobeglo otroštvo (1957)
- Ljubezen (1958)
- Najina oaza (1964)
- Pesmi jeze in ljubezni (1968)
- Čudovita pustolovščina (1971)
- Dve žgoči sonci (1973)
- Vračanja na Kras (1974)
- Kras (1976)
- Pesmi (1979)
- Glas (1980)
- Pesmi ljubezni (1981)
- Beseda (1985)
- Nove pesmi (1985)
- Rod (1988)
- Moja kratka večnost (1990)
- Ljubezen dvoedina (1993)
- Stopnice k tebi (1995)
- Skoraj himne (1995)
- Ti – jaz – midva (1995)
- Mojih sedemdeset (1995)
- Samo ta dan imam (2000)
- Čudež telovzetja (2004)

### Новеле
- Moška leta našega otroštva (1962)
- Moj brat svetnik (1970)
- Spomin kot zgodba, autobiographical novel, (1998)